# Hey Boy!
«Hey Boy!» es el segundo sencillo de la cantante de Países Bajos Kim-Lian. Fue lanzado el 9 de febrero del 2004, tomado de su álbum debut Balance.

## Video musical
El video musical fue dirigido Peter van Eyndt.

## Lista de canciones
CD Sencillo
1. «Hey Boy!» [Radio Versión] - 3:03
2. «Hey Boy!» [Instrumental] - 3:03
3. «Hey Boy!» [Enhanced Video] - 3:02

## Posicionamiento
| Listas (2004)           | Posición |
| ----------------------- | -------- |
| Dutch Top 40            | 4        |
| Belgium Singles Top 50  | 48       |
| Europe Official Top 100 | 62       |